# 雙子座NZ
雙子座NZ，又名BD+14 1729，HD 61913、SAO 97157、HR 2967，是雙子座的一颗恒星，视星等为5.56，位于銀經205.61，銀緯17.51，其B1900.0坐标为赤經7h 36m 24.9s，赤緯+14° 17.51′ 33″。